# Ceanothus microphyllus
Ceanothus microphyllus là một loài thực vật có hoa trong họ Táo. Loài này được Michx. mô tả khoa học đầu tiên năm 1803.